# Berejnîțea, Jîdaciv
Berejnîțea (în ucraineană Бережниця) este localitatea de reședință a comunei Berejnîțea din raionul Jîdaciv, regiunea Liov, Ucraina.

## Demografie
Componența lingvistică a localității Berejnîțea
     Ucraineană (99,92%)
     Alte limbi (0,08%)
Conform recensământului din 2001, majoritatea populației localității Berejnîțea era vorbitoare de ucraineană (99,92%), existând în minoritate și vorbitori de alte limbi.